# 스리랑카 의회

스리랑카 의회, 공식 명칭 스리랑카 민주사회주의 공화국 의회(싱할라어: ශ්‍රී ලංකා පාර්ලිමේන්තුව 스리랑카 Parlimenthuwa, 타밀어: இலங்கை நா டாளுமன்றம் Ilaṅkai nāṭāḷumaṉṟam)는 스리랑카의 최고 입법 기관이다. 오직 의회만이 입법상의 우월성을 가지며 따라서 섬의 다른 모든 정치 기관에 대한 궁극적인 권력을 갖고 있다. 영국 의회를 모델로 한 것이다. 스리랑카 제16대 의회는 2024년 9월 24일에 해산되었다.
국회의원(MP)으로 알려진 225명의 의원으로 구성된다. 의원은 보통선거를 통해 5년 임기로 비례대표로 선출된다.
스리랑카의 대통령은 입법회를 소환, 정지, 연기, 종료하고 의회를 해산할 수 있는 권한을 갖는다. 대통령은 2+1/2년이 경과하거나 국회의원 2/3 이상이 요청할 경우에만 의회를 해산할 수 있다. 의회를 정지하거나 해산하는 대통령의 조치는 스리랑카 대법원의 법적 조사를 받게 된다. 의장 또는 그의 부재 시 부의장, 위원회 의장 또는 위원회 부의장이 의회를 주재한다.

## 같이 보기
- 스리랑카의 정치